# موساشي ميزوشيما
موساشي ميزوشيما (باليابانية: 水島 武蔵) (10 سبتمبر 1964 في طوكيو في اليابان – )؛ هو لاعب كرة قدم ياباني سابق كان يلعب كلاعب وسط.

## وصلات خارجية
- J.League Data Site (باليابانية)